# HTC 7 Trophy
De HTC Trophy 7 is een smartphone van het bedrijf HTC waarop oorspronkelijk het Windows Phone 7 (WP7) draait. Later heeft het toestel de update gekregen naar Windows Phone 7.5 ofwel Mango. In 2013 kon men deze HTC kunnen upgraden naar Windows Phone 7.8, dit is een versie die gebaseerd is op de architectuur van Windows Phone 7.5, maar bevat toch enkele verbeteringen die in Windows Phone 8 zijn te vinden.
De voorkant van het toestel bestaat uit de drie WP7-knoppen: de terugknop, de startknop en de knop met de zoekfunctie. Deze knoppen zijn touchknoppen. De HTC heeft een lcd-scherm van 3,8 inch met een resolutie van 480 x 800 pixels. Het toestel beschikt over een 5 megapixelcamera met dual-led-flitser.